# British Tour 1963 (The Rolling Stones)
British Tour 1963 bylo první koncertní turné britské rockové skupiny The Rolling Stones, které sloužilo jako propagace prvního singlu coververze skladby "Come On". Turné bylo zahájeno koncertem v Londýně a bylo zakončeno v tomtéž městě. První oficiální vystoupení skupiny proběhlo 12. července 1962 v londýnském klubu Marquee.

## Setlist
1. "Poison Ivy"
2. "Fortune Teller"
3. "Come On"
4. "Money"
5. "Route 66"
6. "Roll Over Beethoven"
7. "Talkin' 'Bout You"
8. "Bye Bye Johnny"
9. "I'm a King Bee"
10. "You Can Make It If You Try"
11. "Honest I Do"
12. "Can I Get a Witness"
13. "You Better Move On"
14. "Memphis Tennessee"
15. "Beautiful Delilah"

## Sestava
The Rolling Stones
- Mick Jagger – zpěv, harmonika, perkuse
- Keith Richards – kytara, doprovodný zpěv
- Brian Jones – kytara, harmonika, doprovodný zpěv, perkuse
- Bill Wyman – baskytara, doprovodný zpěv
- Charlie Watts – bicí

## Turné v datech
| Datum             | Město               | Stát           | Místo                |
| ----------------- | ------------------- | -------------- | -------------------- |
| 29. září 1963     | Londýn              | Velká Británie | New Victoria Theatre |
| 1. října 1963     | Londýn              | Velká Británie | Odeon Theatre        |
| 2. října 1963     | Londýn              | Velká Británie | Regal Theatre        |
| 3. října 1963     | Southend-on-Sea     | Velká Británie | Odeon Theatre        |
| 4. října 1963     | Guildford           | Velká Británie | Odeon Theatre        |
| 5. října 1963     | Watford             | Velká Británie | Gaumont Theatre      |
| 6. října 1963     | Cardiff             | Velká Británie | Capitol Theatre      |
| 8. října 1963     | Cheltenham          | Velká Británie | Odeon Theatre        |
| 9. října 1963     | Worcester           | Velká Británie | Gaumont Theatre      |
| 10. října 1963    | Wolverhampton       | Velká Británie | Gaumont Theatre      |
| 11. října 1963    | Derby               | Velká Británie | Gaumont Theatre      |
| 12. října 1963    | Doncaster           | Velká Británie | Gaumont Theatre      |
| 13. října 1963    | Liverpool           | Velká Británie | Odeon Theatre        |
| 16. října 1963    | Manchester          | Velká Británie | Odeon Theatre        |
| 17. října 1963    | Glasgow             | Velká Británie | Odeon Theatre        |
| 18. října 1963    | Newcastle upon Tyne | Velká Británie | Odeon Theatre        |
| 19. října 1963    | Bradford            | Velká Británie | Gaumont Theatre      |
| 20. října 1963    | Hanley              | Velká Británie | Gaumont Theatre      |
| 22. října 1963    | Sheffield           | Velká Británie | Gaumont Theatre      |
| 23. října 1963    | Nottingham          | Velká Británie | Odeon Theatre        |
| 24. října 1963    | Birmingham          | Velká Británie | Odeon Theatre        |
| 25. října 1963    | Taunton             | Velká Británie | Gaumont Theatre      |
| 26. října1963     | Bournemouth         | Velká Británie | Gaumont Theatre      |
| 27. října 1963    | Salisbury           | Velká Británie | Gaumont Theatre      |
| 29. října 1963    | Southampton         | Velká Británie | Gaumont Theatre      |
| 30. října 1963    | St Albans           | Velká Británie | Odeon Theatre        |
| 31. října 1963    | Londýn              | Velká Británie | Odeon Theatre        |
| 1. listopadu 1963 | Rochester           | Velká Británie | Odeon Theatre        |
| 2. listopadu 1963 | Ipswich             | Velká Británie | Gaumont Theatre      |
| 3. listopadu 1963 | Londýn              | Velká Británie | Hammersmith Odeon    |